# Józef Jakubowicz (polityk)
Józef Jakubowicz (ur. 11 marca 1932 w Klimkówce, zm. 23 marca 1992) – polski nauczyciel, działacz partyjny i państwowy, w latach 1982–1990 wicewojewoda tarnobrzeski.

## Życiorys
Syn Stanisława i Anieli. W rodzinnej miejscowości ukończył szkołę podstawową, a w 1951 zdał maturę w Iwoniczu-Zdroju. Podjął następnie studia matematyczno-fizyczne w Wyższej Szkole Pedagogicznej we Wrocławiu. Podczas nauki działał w Związku Młodzieży Polskiej oraz Akademickich Zespołach Sportowych. Został skierowany do pracy nauczyciela przedmiotów ścisłych w Liceum Ogólnokształcącym w Tarnobrzegu, a od 1961 w szkole podstawowej i liceum w Nowej Dębie. W 1963 powrócił do LO w Tarnobrzegu, gdzie na 18 lat objął funkcję dyrektora.
W 1955 wstąpił do Polskiej Zjednoczonej Partii Robotniczej. Od 1981 do 1983 należał do egzekutywy Komitetu Wojewódzkiego PZPR w Tarnobrzegu. Od 1982 do 1990 był wicewojewodą tarnobrzeskim. Działał też m.in. w Związku Nauczycielstwa Polskiego, Polskim Czerwonym Krzyżu i Klubie Sportowym „Siarka”.
Pochowano go na cmentarzu parafialnym w Tarnobrzegu.